# Alexandre Gacon
Alexandre Henri Gacon (* 5. August 1927 in Molles; † 4. März 2007 in Saint-Étienne-de-Vicq) war ein französischer Autorennfahrer.

## Karriere als Rennfahrer
Alexandre Gacon war in den frühen 1950er-Jahren im Sportwagensport aktiv. 1953 wurde er Gesamtachter bei der Tour de France für Automobile. 1954 beendete er diese Veranstaltung als 12. der Gesamtwertung.
1954 war er auch in 24-Stunden-Rennen von Le Mans am Start. Er war dort Partner von Mario Damonte und fuhr den kleinen Nardi 750LM. Der fiel schon nach sieben gefahrenen Runden wegen einer defekten Wasserpumpe aus.

## Statistik

### Le-Mans-Ergebnisse
| Jahr | Team         | Fahrzeug    | Teamkollege   | Platzierung | Ausfallgrund |
| ---- | ------------ | ----------- | ------------- | ----------- | ------------ |
| 1954 | Nardi et Co. | Nardi 750LM | Mario Damonte | Ausfall     | Wasserpumpe  |

### Einzelergebnisse in der Sportwagen-Weltmeisterschaft
| Saison | Team           | Rennwagen   | 1   | 2   | 3   | 4   | 5   | 6   |
| ------ | -------------- | ----------- | --- | --- | --- | --- | --- | --- |
| 1954   | Nardi-Personal | Nardi 750LM | BUA | SEB | MIM | LEM | RTT | CAP |
| 1954   | Nardi-Personal | Nardi 750LM | DNF |     |     |     |     |     |